# Ekaterina Kalugina

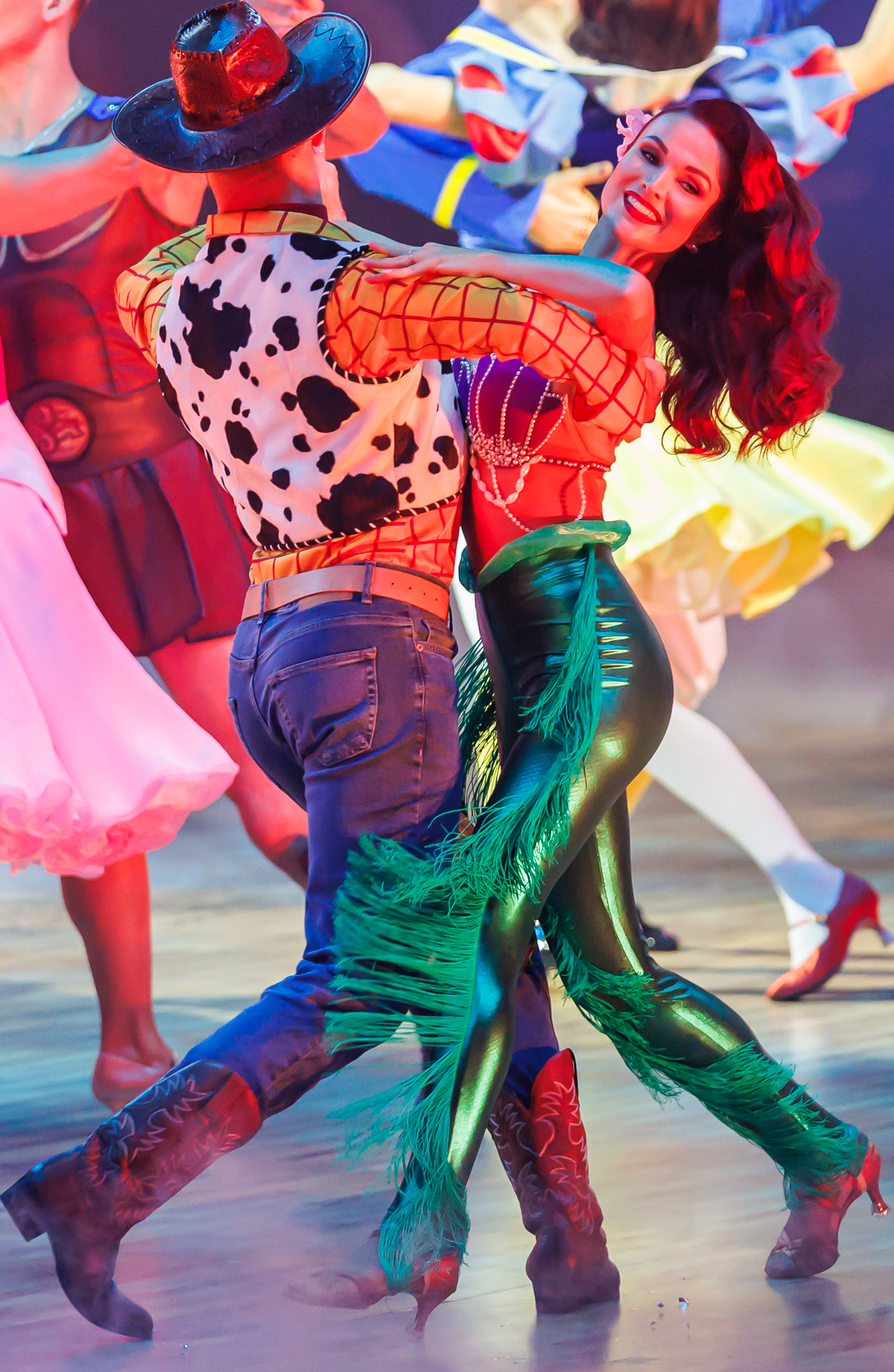
Katja Kalugina (2024)

Ekaterina Graf (geb. Kalugina russisch Екатерина Калугина; * 16. April 1993 in Sergijewsk, Russland; auch Katja Graf) ist eine russische Profitänzerin, die zuletzt mit Dimitri Barov als Professional des World Dance Council startete.

## Leben
Kalugina wuchs in einem Dorf in Sachsen-Anhalt auf. Sie tanzt seit ihrem zehnten Lebensjahr. Als Amateur startete sie zuletzt in der S-Klasse in den Lateinamerikanischen Tänzen für den Tanzsportverein Shall We Dance Berlin. Ab Juli 2012 tanzte sie in der Professional Division des Deutschen Tanzsportverbandes, zunächst mit Andrey Mangra, ab Anfang 2013 dann mit Dmitry Barov. Das Paar, das für den Tanzsportclub Blau-Silber Berlin im Olympischen Sport-Club Berlin antrat, wechselte Anfang 2014 zum Deutschen Professional Tanzsportverband im World Dance Council, wo es bis Mai 2018 aktiv war.
Kalugina ist Tanzsport- und Zumba-Fitness-Trainerin und als Wertungsrichterin für Standard- und Lateinamerikanische Tänze qualifiziert.
Vor ihrer Karriere als Tanzsportlerin war sie u. a. Model für Takko und in einem TV-Werbespot von Ahoj-Brause zu sehen. Außerdem spielte sie im Musikvideo von Jeanette Biedermanns Lied Hold The Line mit. 2010/2011 absolvierte sie eine Bühnentanzausbildung mit den Schwerpunkten klassisches Ballett und Jazz und Modern Dance, die sie jedoch frühzeitig beendete, um 2012 an der fünften Staffel der RTL-Tanzshow Let’s Dance teilzunehmen. 2021 trat sie bei Deutschland sucht den Superstar an und erreichte den Recall.

## Let’s Dance
In der fünften Staffel 2012 war ihr Tanzpartner der Sänger Ardian Bujupi. 2014 nahm sie mit dem Schauspieler Dirk Moritz teil. 2018 tanzte sie mit Roman Lochmann, ein Jahr später mit dem Popsänger Lukas Rieger. In der 18. Staffel (2025) nahm sie zusammen mit Vadim Garbuzov an der Profi-Challenge teil. Darüber hinaus war sie wiederholt als Choreografin an der Sendung beteiligt und als Profitänzerin im Ensemble der Let’s-Dance-Livetour dabei. 
| Staffel (Jahr) | Partner        | Platzierung |
| -------------- | -------------- | ----------- |
| 05 (2012)      | Ardian Bujupi  | 08.         |
| 07 (2014)      | Dirk Moritz    | 08.         |
| 11 (2018)      | Roman Lochmann | 08.         |
| 12 (2019)      | Lukas Rieger   | 12.         |

## Erfolge
Kalugina wurde u. a. 2009 Vizemeister Jugend Latein und Jugend 10-Tänze und gewann die „Holland Masters“ und errang 2010 bei den Berliner Landesmeisterschaften den zweiten Platz bei den Amateuren Latein und den dritten Platz bei den Amateuren Standard. 2012 belegte sie erneut einen zweiten Platz bei den Berliner Landesmeisterschaften.
Als Profi errang sie unter anderem im September 2012 den dritten Platz bei der Europameisterschaft Kür Latein in Luxemburg sowie 2014 und 2016 den zweiten Platz bei der Deutschen Meisterschaft Kür Latein.

## Filmografie
- 2023: Gute Zeiten, schlechte Zeiten (Fernsehserie)